# Suhoj Su-34
Suhoj Su-34 (rusko Сухой Су-34) (oznaka za izvoz: Su-32, NATO oznaka: Fullback) je ruski dvomotorni nadzvočni lovec/bombnik razvit na bazi Su-27. Nadomestil naj bi Su-24, ki je imel gibljiva krila. Uporabljal naj bi se za precizne napade ne glede na čas in vremenske pogoje, možna je tudi uporaba jedrskih bomb
Biro Suhoj je novo letalo zasnoval na podlagi Su-27 - natančneje na verziji T10KM-2, ki je imel velik doseg, visoko manevrirnost in možnost nošenja velikih količin bomb. Novo letalo je imelo oznako T-10V, zaradi razpada Sovjetske zveze je bil program pod vprašajem. Su-34 ima dva sedeža, eden polega drugega za razliko od Su-27.
Letalo (Су-27ИБ «истребитель-бомбардировщик» lovec-bombnik) je prvič poletel 14. avgusta 1990, testni pilot je bil Anatolij Ivanov

## Tehnične specifikacije
- Posadka: 2
- Dolžina: 23.34 m (72 ft 2 in)
- Razpon kril: 14,7 m (48 ft 3 in)
- Višina: 6,09 m (19 ft 5 in)
- Površina kril: 62,04 m² (667,8 ft²)
- Prazna teža: 22 500 kg (49 608 lb)
- Naložena teža: 39 000 kg (85 980 lb)
- Uporaben tovor: 8 000 kg (17 640 lb)
- Maks. vzletna teža: 45 100 kg (99 425 lb)
- Motorji: 2 × Lyulka AL-31FM1[43] turbofan, 13 500 kgf (132 kN, 29 762 lbf) z dodatnim zgorevanjem vsak
- Količina goriva (notranja): 12,100 kg (15,400 l)

- Maks hitrost: na veliki višini: Mach 1,8+ (~2 000 km/h, 1,200 mph) na nivoju morja: Mach 1,2 (1 400 km/h, 870 mph)
- Bojni radij: 1 000+ km
- Največji dolet: 4 000 km (2 490 mi)
- Višina leta (servisna): 15 000 m (49 200 ft)
- Razmerje potisk/teža: 0,68

- Orožje:
- Top: 1× 30 mm GSh-30-1 (9A-4071K) top s 150 naboji
- Nosilci za orožje: 12× na krilih in trupu, do 8000 kg orožja ali drugih sistemov
- Rakete: S-8, S-13, S-25
- Vodljive rakete:
- zrak-zrak:R-27, R-73, R-77;
- zemlja-zrak: H-29L/T (AS-14), H-38, H-25MT/ML/MP (AS-10), H-59M (AS-18)
- protiradarske: H-58 (AS-11), H-31 (AS-17)
- protiladijske: H-35 (AS-20), H-31, H-41 ali H-61
- manevrirne rakete: H-65SE ali H-SD
- Bombe: KAB-500L ali KAB-500KR ali vodljive KAB-1500L/KR, OFAB-250-270, OFAB-100-120, FAB-500T, BETAB-500SHP, P-50T, nevodljive ODAB-500PM, kasetne RBK-500 in SPBE-D, jedrske bombe
- Drugo: 3000 litrski zunanji tank PTB-3000, ECM in druga oprema